# Seznam uměleckých realizací ve veřejném prostoru ve Zbraslavi
Seznam uměleckých realizací ve Zbraslavi v Praze 5 obsahuje tvorbu výtvarných umělců umístěnou ve veřejném prostoru v katastrálním území Zbraslav. Seznam je řazen podle ulic a nemusí být úplný.

## Seznam uměleckých realizací
| Název                                                      | Fotografie                                                                   | Lokace                                                     | Autor                        | Rok  | Popis                      | Poznámka |
| ---------------------------------------------------------- | ---------------------------------------------------------------------------- | ---------------------------------------------------------- | ---------------------------- | ---- | -------------------------- | --- |
| Bazének s plastikou lachtana (†)                           |                                                                              | Bartoňova 2 49°58′39,39″ s. š., 14°23′36,27″ v. d.         | Jan Lauda (1898–1959)        | 1953 | socha fontána bronz        | Zbraslavský klášter, lachtan roku 2013 přemístěn do Laudovy ulice v Řepích                                               |
| Keramická plastika                                         |                                                                              | Nad parkem 1180 49°57′58,34″ s. š., 14°23′20,81″ v. d.     | M. Hlaváček P. Chalabala     | 1980 | reliéf, keramika           | ZŠ Vladislava Vančury |
| Milník dějin                                               |                                                                              | U Národní galerie 2 49°58′41,01″ s. š., 14°23′30,06″ v. d. | Olbram Zoubek (1926–2017)    | 1982 | kámen, výška 5,5 m         | park Národní galerie, původně určeno před budovu Národního shromáždění v Praze na Wilsonovu ulici směrem ke Státní opeře |
| Léto                                                       |                                                                              | U Včely 49°58′13,02″ s. š., 14°23′16,09″ v. d.             | Jaroslav Kolomazník (*1935)  | 1990 | socha                      | za domem s pečovatelskou službou                                                                                         |
| Chlapec se sluncem                                         | Kategorie „Chlapec se sluncem (Vítězslav Kolomazník)“ na Wikimedia Commons   | Žabovřeská 250 49°58′10,83″ s. š., 14°22′57,94″ v. d.      | Vítězslav Kolomazník (*1935) | 1981 | socha; pískovec, kov       | zahrada, Výzkumný ústav monitoringu a ochrany půdy                                                                       |
| Keramické prvky na fasádě čtyř pavilonů jeslí na Zbraslavi | Kategorie „Ceramic numbers at Žabovřeská 1227 (Prague)“ na Wikimedia Commons | Žabovřeská 1227 49°58′11,7″ s. š., 14°23′5,3″ v. d.        | J. Fuchs Václav Vodička      | 1985 | informační prvek, keramika | pravděpodobně keramické číselné označení pavilonu jeslí, později mateřské školy                                          |